# Ummagumma
Az Ummagumma a Pink Floyd együttes progresszív és pszichedelikus dupla albuma. Nagy-Britanniában 1969. október 25-én, az Egyesült Államokban 1969. november 10-én jelent meg. Az első lemez koncertfelvétel, míg a második egy kísérlet eredménye. Az Ummagumma a Pink Floyd első kiadott koncertfelvétele. A következő koncertalbumra 1988-ig kellett várniuk a rajongóknak (Delicate Sound of Thunder).

## Háttér
Az Ummagumma dupla lemez. Az első lemez élő felvételeket tartalmaz, amit 1969. április 27-én, a birminghami Mothers Clubban, valamint május 2-án a Manchester College of Commerce-ben vettek fel. A második lemezt négy részre osztották; mind a négy zenész kapott fél lemezoldalt, hogy csináljon azt, ami eszébe jut.
A lemez Nagy-Britanniában 1969. október 25-én, Amerikában november 10-én jelent meg. Nagy-Britanniában 5., Amerikában a 74. lett (első lemezük az amerikai Top 100-ban). Amerikában 1974 februárjában aranylemez-, 1994 márciusában platinalemez minősítést kapott.
1987-ben dupla CD-n újra kiadták, majd 1994-ben Nagy-Britanniában és 1995-ben Amerikában is megjelent a digitálisan újrakevert, dupla CD változat. Egyik CD kiadáson sem látható Waters első feleségének a képe, pedig az eredeti lemez belső borítóján rajta volt.
A brit (kanadai) és az amerikai kiadás borítója némiképp eltér egymástól. A brit kiadáson látható a Gigi egy példánya a falnak támasztva, de ez az amerikai kiadáson szerzői jogi akadályok miatt nem látszik (viszont a CD kiadás füzetében ott van). A belső borítón David Gilmour látható az Elfin Oak előtt. A hátsó borítón (vagy az első lemez borítóján) a zenekar felszerelése látható a Biggin Hill Airfielden.

## Az album dalai

### 1. lemez (koncert)

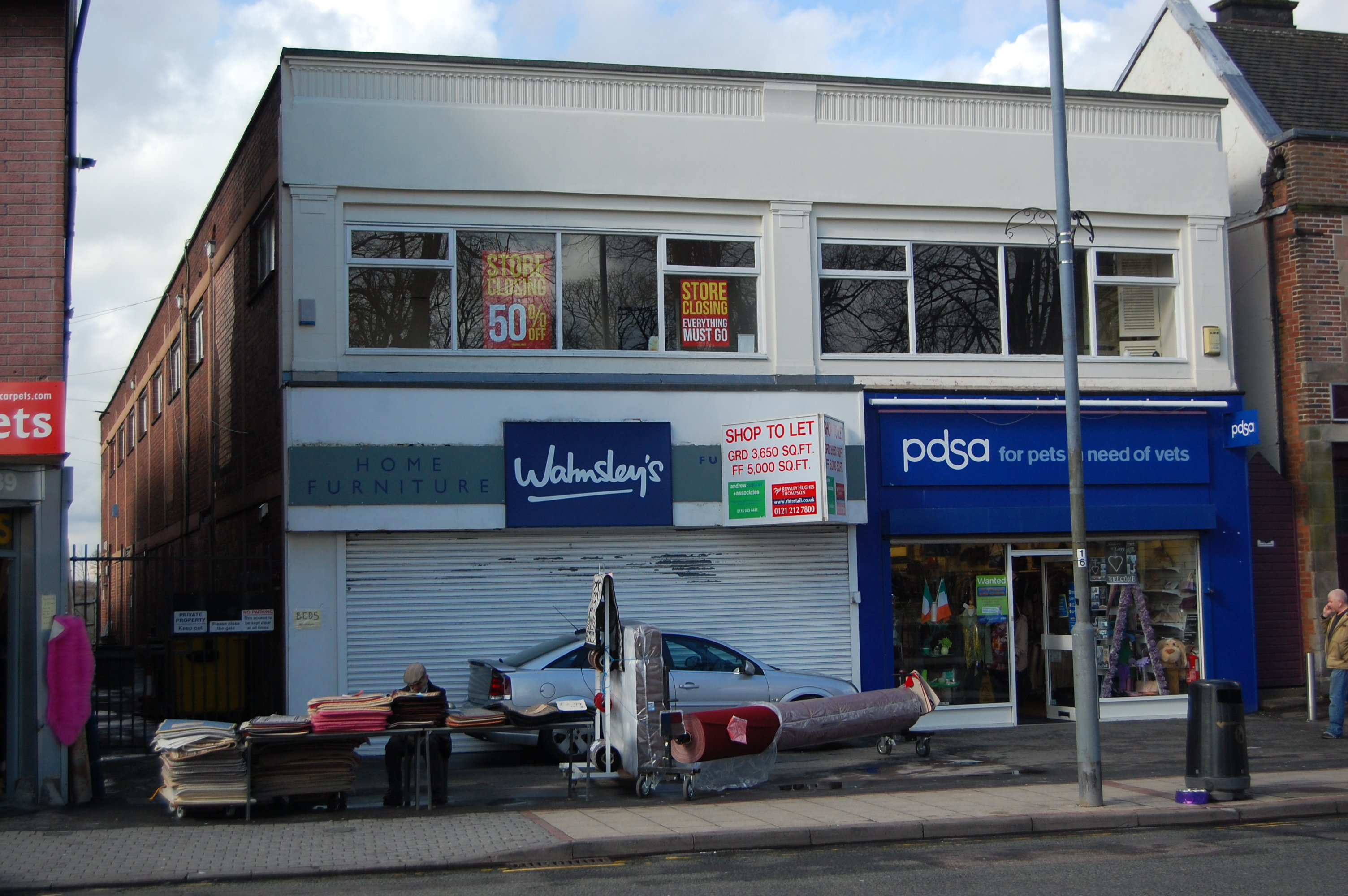
Mothers Club, Birmingham; a két üzlet fölötti helyiségben vették fel az album egyes dalait (a fénykép 2013 márciusában készült)

1. Astronomy Domine (Syd Barrett) – 8:29
2. Careful with That Axe, Eugene (Roger Waters – Richard Wright – Nick Mason – David Gilmour) – 8:50
3. Set the Controls for the Heart of the Sun (Roger Waters) – 9:12
4. A Saucerful of Secrets (Roger Waters – Richard Wright – Nick Mason – David Gilmour) – 12:48

### 2. lemez (stúdió)
1. Sysyphus Part 1. (Richard Wright) – 1:03
2. Sysyphus Part 2. (Richard Wright) – 3:30
3. Sysyphus Part 3. (Richard Wright) – 1:49
4. Sysyphus Part 4. (Richard Wright) – 6:59
5. Grantchester Meadows (Roger Waters) – 7:26
6. Several Species of Small Furry Animals Gathered Together in a Cave and Grooving with a Pict (Roger Waters) – 4:59
7. The Narrow Way Part 1. (David Gilmour) – 3:27
8. The Narrow Way Part 2. (David Gilmour) – 2:53
9. The Narrow Way Part 3. (David Gilmour) – 5:57
10. The Grand Vizier's Garden Party (Entrance) (Nick Mason) – 1:00
11. The Grand Vizier's Garden Party (Entertainment) (Nick Mason) – 7:06
12. The Grand Vizier's Garden Party (Exit) (Nick Mason) – 0:38

## Idézet
- „Mi inspirált a "The Narrow Way", első nagyobb Floydos kompozíciód megírására?”

„Elhatároztuk, hogy megcsináljuk a lemezt, mindenki egyedül a saját részét… tényleg elszánt voltam. Még semmit sem írtam előtte, bementem a stúdióba és elkezdtem apró darabokat összerakosgatni. Egy ponton még Rogert is felhívtam, hogy írjon nekem valami szöveget. Csak annyit mondott: nem. Évekig nem hallottam. Nem is tudom igazán, mi is ez.” – David Gilmour, Sounds "Guitar Heroes" Magazine, 1983. május

## Közreműködők
- Roger Waters – basszusgitár, gitár a Grantchester Meadowson és minden effekt a Several Species…-en
- David Gilmour – gitár, ének, minden hangszer és ének a The Narrow Wayen (gitár, basszusgitár, vokál, billentyűs hangszerek, dob)
- Richard Wright – billentyűs hangszerek, ének, minden hangszer a Sysyphuson (billentyűs hangszerek, gitár, dob és más hangok)
- Nick Mason – dob, ütőhangszerek, minden hangszer a Grand Vizier's…-en, kivéve: fuvola
- Lindy Mason (Mason felesége) – fuvola (nincs jelezve)

## Helyezések
Album – Billboard (Észak-Amerika)
| Év   | Lista       | Helyezés |
| ---- | ----------- | -------- |
| 1969 | Pop Albumok | 74       |

## Külső hivatkozások
- Általános információk